# CryMod.com
CryMod.com — вебсайт, створений і підтримуваний німецькою приватною компанією-розробником комп'ютерних ігор Crytek. Сайт створений для розвитку й підтримки ігор, розроблених Crytek. На сайті публікуються всі новини, пов'язані з ігровими продуктами Crytek, анонси ігор, патчів, доповнень, документацій, нових ігрових технологій, а також подій відносно ігор і самої компанії. Присутній вебфорум, архів новин, служба RSS, файловий архів тощо. Основна мета сайту — підтримка й розвиток моддингу ігор від Crytek. Провідний менеджер по зв'язках із громадськістю Crytek є головним адміністратором CryMod.com. На сайті користувачі можуть ставити запитання розробникам із Crytek, безкоштовно поширювати свої моди, ігрові рівні і програмний код через сайт, брати участь у спільному створенні модів. Реєстрація на сайті не є обов'язковою, однак бажана, якщо учасник бажає користуватися послугами форуму. Девіз сайту: Discuss. Create. Share. (укр. Обговорюйте. Створюйте. Поширюйте.).
На CryMod.com офіційно проходив конкурс «Intel Crysis Mapping Contest», який тривав з 15 січня 2008 року до літа 2008 року. На кінець жовтня 2008 року кількість зареєстрованих учасників сайту наближається до 50 000.
Одним із ключових проектів спільноти був "Legacy of the Yods", демо-гру, яка демонструвала можливості рушія та отримала підтримку на Steam Greenlight. Також спільнота активно брала участь у конкурсах модифікацій, наприклад, Mod of the Year на ModDB. Учасники платформи розробляли різноманітні інструменти,такі як FireNET, для створення багатокористувацьких проектів.